# Gerichtsbarkeit des Souveränen Malteserordens (Magistralgerichte)
Die Gerichtsbarkeit des Souveränen Malteserordens (Magistralgerichte) regelt die internen Rechtsfälle des Malteserordens, während der Orden in kirchenrechtlichen Fragen der päpstlichen Gerichtsbarkeit unterliegt.
Der Malteserorden, ein päpstlicher Orden, hat eine eigene, die innere Organisation betreffende Gerichtsbarkeit, während er in kirchenrechtlichen Dingen der Gerichtsbarkeit der Kirche (Art. 26, § 1 Verfassung) (1) als exemter Orden unterliegt, allerdings nicht unter derjenige des Bischofs, sondern des Papstes. Diese Gerichtsbarkeit hat eine Jahrhunderte währende Tradition und besteht in ihrer heutigen, modernen Form seit 1953 (2). Dies erklärt sich daraus, dass der Malteserorden mit seinen ganz überwiegend nicht-mönchischen Mitgliedern zugleich ein Völkerrechtssubjekt war und ist, so dass es streitbefangene Fragen gibt, für die kein Staat noch die Kirche Jurisdiktionsgewalt hätte. Dies gilt heute insbesondere für den italienischen Sitzstaat der römischen Ordenszentrale (Großmagisterium), zumal er den Orden völkerrechtlich anerkennt und dessen Regierung das Exequatur erteilt hat. Folgerichtig hat daher das römische Kassationsgericht die Klage eines italienischen Arztes gegen den Orden wegen Unzuständigkeit abgelehnt, weil er bei dem Orden angestellt war und damit in dessen Bereich originärer Hoheitsgewalt arbeitete; soziale und medizinische Hilfeleistungen bilden den Kern der Ordensaufgaben in der Welt. Es gilt auch hier der völkerrechtliche Grundsatz Par in parem non habet imperium (Ein Gleicher hat über Gleiche keine Macht).
Die Zuständigkeit der melitensischen (= auf den Malteserorden bezogen) Gerichtsbarkeit ist heute in seinem Kodex (Art. 204, §§ 1–3) (3) geregelt und besteht
- im Falle bestimmter Verfügung während des Aufnahmeverfahrens eines neuen Mitgliedes;
- bei bestimmten Streitfällen bezüglich der Iuspatronatskommenden (besondere Liegenschaften des Orden);
- bei arbeitsrechtlichen Streitigkeiten (Aktivlegitimation nur für Bedienstete der Ordenszentrale oder öffentlich-rechtlichen Institutionen des Ordens);
- für Streitfälle zwischen Ordensmitgliedern als solchen;
- für Streitfälle zwischen Ordenszentrale und öffentlich-rechtlichen Körperschaften des Ordens sowie für solche dieser Körperschaften untereinander;
- in schiedsgerichtlicher Funktion für Erb- und Vermögensstreitigkeiten jedweder Parteien bezüglich ihrer Dispositionsrechte über das Vermögen;
- in schiedsgerichtlicher Funktion für internationale Streitigkeiten zwischen Staaten und sonstigen völkerrechtsfähigen Körperschaften.

Außerhalb dieses Kanons unterliegt der melitensischen Gerichtsbarkeit die Feststellung der dauernden Amtsverhinderung des Ordensoberhauptes, des Fürst-Großmeisters, ferner die Berufung gegen Disziplinarmaßnahmen sowie Anfechtungsfälle der Abberufungsdekrete gegen Mitglieder des Souveränen Rates, einer Art Ministerrates.
Die vor der Novellierung des Kodexes im Jahre 1997 bestehende Generalklausel für die Zuständigkeit der Ordensgerichtsbarkeit gibt es nicht mehr (Art. 225, g Kodex alter Fassung) („Die Ordensgerichte … entscheiden … über alle anderen Auseinandersetzungen betreffend die Beziehungen, die in der Rechtsordnung des Souveränen Ordens enthalten sind und zu ihr gehören.“). Dadurch mag die Justiziabilität rechtlich relevanter Sachverhalte eingeschränkt und das Maß an „Rechtsstaatlichkeit“ im Orden berührt sein. Wenngleich die Ordensgerichte auch die Verfassung, die vielfach durch den Kodex lediglich in Einzelheiten ausgeführt wird, anwendend interpretieren, so sind es doch keine reinen Verfassungsgerichte. So ist es ihnen beispielsweise nicht möglich, eine Norm als verfassungswidrig und damit als nichtig zu erklären. Sie können lediglich eine Norm für den spezifischen Fall als unanwendbar einstufen.
An seinem Sitz in der römischen Via Condotti hat der Orden ein erstinstanzliches sowie ein Appellationsgericht mit je einem Vorsitzenden Richter und zwei Beisitzern eingerichtet. Die Richter werden mit Zustimmung des Souveränen Rates vom Großmeister für drei Jahre mit der Möglichkeit weiterer Amtsperioden ernannt. Mit dem 75. Lebensjahr erlischt das Richteramt. Es können nur rechtsgelehrte Ordensmitglieder berufen werden, die in nomine di Sua Altezza Ementissima il Principe e Gran Maestro … e del Sovrano Consiglio del Sovrano Militare Ordine di Malta Recht sprechen. Grundsätzlich gilt dabei die Zivilprozessordnung des Staates der Vatikanstadt. Eine von ihr abweichende Übung der Magistralgerichte ist es wohl, Personen aus der Öffentlichkeit nur mit einer Genehmigung in den Gerichtsraum einzulassen.
Rechtsanwälte können vor den Magistraltribunalen tätig werden, wenn sie in einem nationalen Anwaltsverzeichnis geführt werden und in ihren Heimatstaaten für die höheren Gerichte (Appellationsgerichte) seit mindestens zehn Jahren zugelassen sind.